# Euchromia buruana
Euchromia buruana är en fjärilsart som beskrevs av Van Eecke 1929. Euchromia buruana ingår i släktet Euchromia och familjen björnspinnare. Inga underarter finns listade i Catalogue of Life.